# Astomaspis fuscipennis
Astomaspis fuscipennis là một loài tò vò trong họ Ichneumonidae.